# 政府總部輔助部門
政府總部輔助部門（葡萄牙語：Serviços de Apoio da Sede do Governo da Região Administrativa Especial de Macau）是為行政長官辦公室及各司長辦公室提供在運作上所需之行政技術支援的政府部門。
2021年2月1日，政府總部輔助部門和禮賓公關外事辦公室合併為政府總部事務局。

## 組織法例
- 第12/1999號行政法規（1999年12月20日《澳門特別行政區公報》）制定《政府總部輔助部門通則》。

## 架構
政府總部輔助部門隸屬行政長官辦公室主任管轄，只有一個廳級部門為架構單位，並設有幾個功能中心。
- 禮賓暨公關部 *功能中心
- 保安中心 *功能中心
- 翻譯部 *功能中心
- 文件暨資訊中心 *功能中心
- 行政技術輔助廳
  - 預算管理暨會計處
    - 會計科

  - 物料供應暨財產處
    - 供應科

  - 人力資源暨檔案處